# (12788) Shigeno
(12788) Shigeno est un astéroïde de la ceinture principale.

## Description
(12788) Shigeno est un astéroïde de la ceinture principale. Il fut découvert le 22 septembre 1995 à Nanyo par Tomimaru Okuni. Il présente une orbite caractérisée par un demi-grand axe de 2,35 UA, une excentricité de 0,24 et une inclinaison de 6,1° par rapport à l'écliptique.

## Compléments